# David Pithey
David Bartlett Pithey (* 4. Oktober 1937 in Salisbury, Südrhodesien; † 21. Januar 2018 in Kidlington, Vereinigtes Königreich) war ein in Südrhodesien geborener Cricketspieler, der zwischen 1963 und 1967 für die südafrikanische Nationalmannschaft spielte.

## Kindheit und Ausbildung
Pithey hatte einen Bruder Tony Pithey, der ebenfalls Cricket für Südafrika spielte. Er besuchte die University of Oxford und erhielt dort sein Blue in Hockey und Cricket.

## Aktive Karriere
Pithey gab sein First-Class-Debüt in der Saison 1956/57 für Rhodesien. Sein Test-Debüt erfolgte in der Saison 1963/64 bei der Tour in Australien. Hier blieb er zunächst unauffällig, reiste jedoch weiter mit dem Team nach Neuseeland. Dort gelangen ihm im zweiten Test 6 Wickets für 58 Runs und im dritten Spiel der Serie drei Wickets (3/40). Beides reichte jedoch nicht, um das Remis zu vermeiden. Als Australien in der Saison 1966/67 nach Südafrika kam, erzielte er im zweiten Test ein Fifty über 55 Runs. Es war seine letzte Tour für Südafrika. Sein letztes First-Class-Spiel absolvierte er in der Saison 1967/68.

## Nach der aktiven Karriere
Nach seinem Rückzug arbeite er bis 1995 für das Kearsney College als Leiter des Marketings. Er verstarb im Januar 2018 im Alter von 80 Jahren nach langjähriger Alzheimer-Krankheit.